# Dasvinzenz

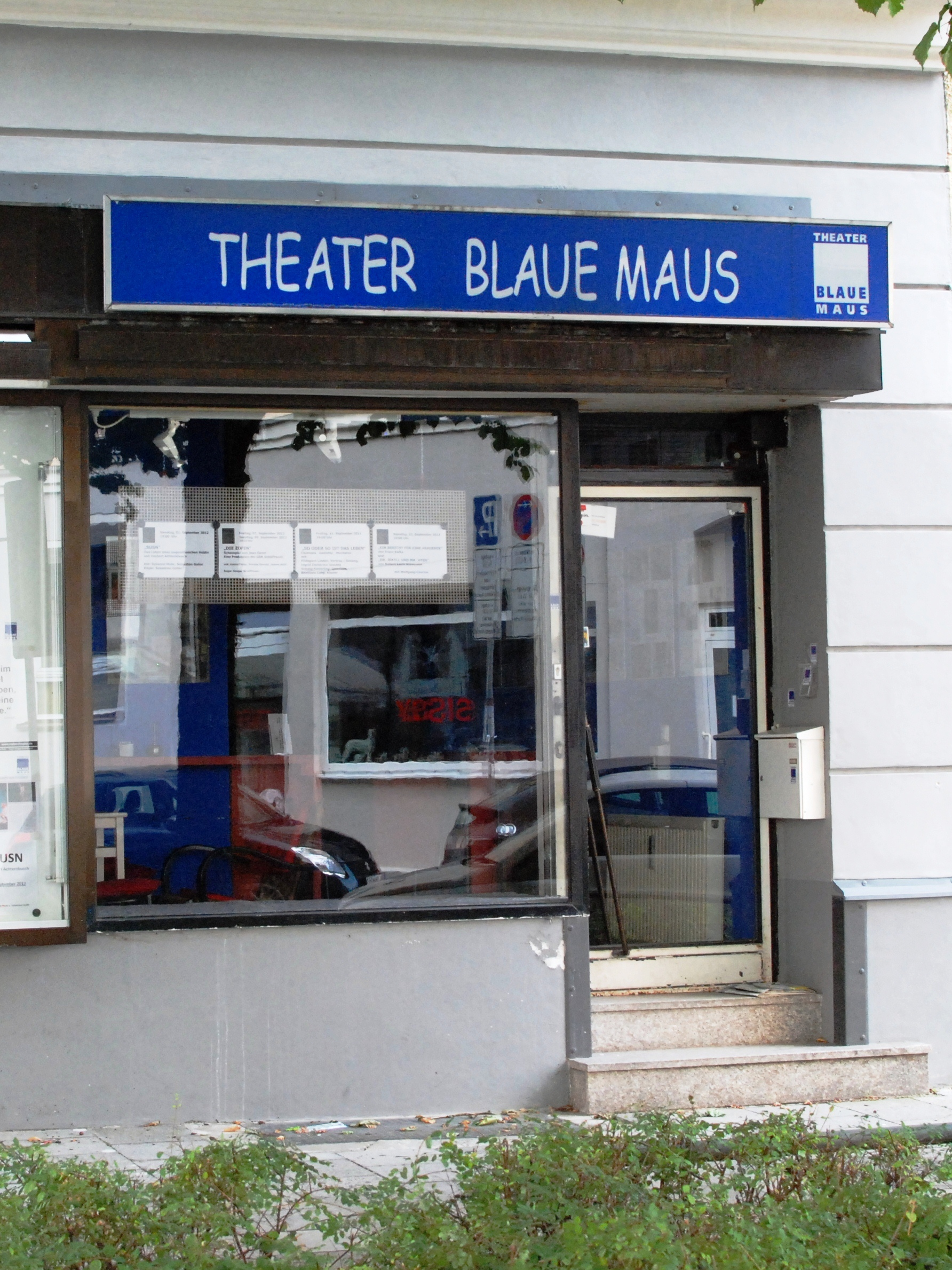
Theater Blaue Maus (1993–2017)

Das Theater dasvinzenz gilt als das kleinste Theater Münchens. Es wurde 1993 von Claus Siegert (Regisseur) und Sigi Siegert (Schauspielerin, Autorin) als Theater Blaue Maus gegründet und befindet sich im Münchner Stadtteil Neuhausen im Untergeschoss der Elvirastraße 17a. Es handelt sich um ein Kellertheater ohne festes Ensemble. Vom Foyer aus führt eine rote Wendeltreppe in einen Gewölbekeller. Der kleine Raum ist für 44 Zuschauer zugelassen und etwas problematisch zugeschnitten.
Im Mittelpunkt steht modernes Theater. Die Stücke basieren auf Werken zeitgenössischer Autoren wie Ernst Jandl, Kurt Schwitters, Daniil Charms, Ror Wolf oder Robert Gernhardt. Bei den Texten handelt es sich oft um Gedichte, Essays oder Erzählungen, die ursprünglich nicht für das Theater verfasst wurden. Gemeinsam mit der Dramaturgin Beate Zeller und den jeweils am Projekt beteiligten Schauspielern wie Musikern entsteht dann aus diesen Werken ein Bühnenstück. Aus diesem Grund sind jene Stücke grundsätzlich neu und damit eine Uraufführung. Einmal jährlich wird eine saarländische Komödie aufgeführt.
2017 übernahm das Theaterwerk München/Inkunst e. V. das Theater; seit 2018 wird es von Robert Spitz geleitet.  Nach Umbau- und Modernisierungsmaßnahmen wurde es Ende September 2019 in dasvinzenz umbenannt. Der neue Name nimmt darauf Bezug, dass sich das Theater im Neuhausener Vinzenzviertel befindet; er soll die Zugehörigkeit zum Stadtviertel verdeutlichen.
Unterstützt wird die Arbeit des Theaters durch den gemeinnützigen Förderverein Blaue Maus e. V.
Dasvinzenz ist, wie auch das Theater Blaue Maus zuvor, Mitglied im Netzwerk Freie Szene München e. V.